# Aün
Aiun (en francès Ahun) és un municipi francès situat al departament de la Cruesa i a la regió de la Nova Aquitània.

## Demografia
| 1962                                       | 1968  | 1975  | 1982  | 1990  | 1999  | 2007  |
| ------------------------------------------ | ----- | ----- | ----- | ----- | ----- | ----- |
| 1.491                                      | 1.623 | 1.605 | 1.529 | 1.481 | 1.501 | 1.557 |
| Des de 1962: població sense dobles comptes |       |       |       |       |       |       |

## Administració
| Període   | Identitat            | Partit |
| --------- | -------------------- | ------ |
| 1912-1919 | Louis Meaume         |        |
| 1919-1930 | Jacques Chabrol      |        |
| 1930-1944 | Adrien Coursaget     |        |
| 1944-1947 | Camille Aumasson     |        |
| 1947-1971 | Marcel Arnaud        |        |
| 1971-1977 | Camille Aumasson     |        |
| 1977-1989 | Pierre Lamiraud      |        |
| 1989-2001 | Christianne Chaubier |        |
| 2001-2008 | Colette Lauvergne    |        |
| 2008-     | Patrick Pacaud       |        |